# Liolaemus rosenmanni
Liolaemus rosenmanni är en ödleart som beskrevs av  Núñez 1992. Liolaemus rosenmanni ingår i släktet Liolaemus och familjen Tropiduridae. Inga underarter finns listade i Catalogue of Life.